# Pterotricha parasyriaca
Pterotricha parasyriaca är en spindelart som beskrevs av Levy 1995. Pterotricha parasyriaca ingår i släktet Pterotricha och familjen plattbuksspindlar.
Artens utbredningsområde är Israel. Inga underarter finns listade i Catalogue of Life.